# Médaille de la déportation et de l'internement politique
Ne doit pas être confondu avec Médaille de la déportation et de l'internement pour faits de Résistance.
La médaille de la déportation et de l’internement politique est une médaille française d'honneur qui a été instaurée le 9 septembre 1948.

## Historique
Le gouvernement français crée cette distinction à la suite de la loi concernant la définition précise de la déportation et de l'internement :
- déportation, transfert hors du territoire national et incarcération en prison ou camp de concentration ;
- internement, détention en territoire national pour une période d'au moins trois mois.

Les bénéficiaires sont les déportés et les internés de la seconde Guerre mondiale qui ne relèvent pas du statut de résistants. Son attribution a été cependant étendue le 6 janvier 1955 aux déportés et aux internés de la Première Guerre mondiale. C'est ainsi qu'il est possible d'ajouter une barrette sur le ruban précisant la qualité du bénéficiaire et le conflit. Cependant, cette décoration visait surtout à rendre hommage aux déportés et internés de la Seconde Guerre mondiale.
On estime à 60 000 le nombre de bénéficiaires de cette décoration.

## Insigne
- Médaille : en bronze, ronde, commune aux déportés politiques et aux internés politiques
- Avers : maillon de chaine, au centre duquel se trouve la France et d'où partent des rayons de lumière
- Ruban : sept bandes blanches et bleues, verticales pour les déportés et obliques pour les internés, on note également la présence d'un liseré jaune sur les bords du ruban.
- Quatre barrettes sont possibles : « Déporté », « Interné », « 1914-1918 », « 1939-1945 ».

### Sources
- Les Décorations françaises  (préf. Jean-Philippe Douin), Paris, Trésor du Patrimoine, 2003, 95 p. (ISBN 978-2-911468-99-5, OCLC 56111972)
- Site très complet traitant des décorations militaires et civiles françaises